# Sashi Menon
Pour les articles homonymes, voir Menon.
Sashi Menon, né le 9 août 1952 à Madras, est ancien joueur de tennis indien professionnel.

## Palmarès

### Finale en simple messieurs
| No | Date       | Nom et lieu du tournoi | Catégorie  | Dotation | Surface      | Vainqueur   | Score    |  |
| -- | ---------- | ---------------------- | ---------- | -------- | ------------ | ----------- | -------- |  |
| 1  | 22-11-1976 | Indian Open, Bangalore | Grand Prix | 50 000 $ | Terre (ext.) | Kim Warwick | 6-1, 6-2 |  |

### Titres en double messieurs
| No | Date       | Nom et lieu du tournoi           | Catégorie       | Dotation | Surface      | Partenaire       | Finalistes                         | Score         |  |
| -- | ---------- | -------------------------------- | --------------- | -------- | ------------ | ---------------- | ---------------------------------- | ------------- |  |
| 1  | 30-01-1978 | Mexico City WCT Mexico           | GP World Series | 50 000 $ | Dur (ext.)   | Gene Mayer       | Marcello Lara Raúl Ramírez         | 6-3, 7-6      |  |
| 2  | 06-03-1978 | Tournoi de tennis de Lagos Lagos | Grand Prix      | 50 000 $ | Terre (ext.) | George Hardie    | Colin Dowdeswell Jürgen Fassbender | 6-3, 3-6, 7-5 |  |
| 3  | 04-12-1978 | Indian Open Calcutta             | Grand Prix      | 50 000 $ | Terre (ext.) | Sherwood Stewart | Gilles Moretton Yannick Noah       | 7-6, 6-4      |  |

### Finales en double messieurs
| No | Date       | Nom et lieu du tournoi                       | Catégorie | Dotation | Surface      | Vainqueurs                   | Partenaire  | Score         |  |
| -- | ---------- | -------------------------------------------- | --------- | -------- | ------------ | ---------------------------- | ----------- | ------------- |  |
| 1  | 16-04-1978 | Tournoi de tennis de Guadalajara Guadalajara |           | 50 000 $ | Terre (ext.) | Sandy Mayer Sherwood Stewart | Gene Mayer  | 4-6, 7-6, 6-3 |  |
| 2  | 11-08-1980 | Western Open Cleveland                       |           | 75 000 $ | Dur (ext.)   | Victor Amaya Gene Mayer      | Fred McNair | 6-4, 6-2      |  |

## Autres performances
- Quart de finale en double à l'Open d'Australie 1975 avec John Andrews.